# Purple in the Sky
Purple in the Sky è un singolo della cantante Italiana Elodie, pubblicato il 3 febbraio 2023 come sesto estratto dal quarto album in studio OK. Respira.

## Descrizione
Il brano ha visto la cantante tornare a collaborare nella scrittura con Mahmood e Tropico, con la produzione di Dardust.

## Accoglienza
Vicenzo Nasto di Fanpage.it ha individuato una dualità della cantante all'interno del brano, riprendendo la tematica affrontata nel singolo del 2020 Andromeda, scrivendo che «si affida a una nuova costellazione per rappresentare il dualismo tra buio e luce in una relazione: questa volta è Sirio». Nasto riscontra una continuità anche dei suoni, ripresentando «melodie dance ritmate» in cui «Elodie racconta il buio della solitudine».
Billboard Italia ha affermato che l'introduzione di Purple in the Sky presenta «tinte techno e psichedeliche», riferibili a Ghetto Kraviz di Nina Kraviz, e il brano «conferma la poliedricità di Elodie, che spicca sia nei pezzi più intimi, sia nelle hit da club».

## Video musicale
Sebbene non sia stato realizzato alcun video ufficiale per il singolo, in concomitanza con la sua uscita è stato reso disponibile un visual in bianco e nero attraverso il canale YouTube della cantante.

## Tracce
Testi di Elodie Di Patrizi, Alessandro Mahmoud e Davide Petrella, musiche di Dario Faini.
1. Purple in the Sky – 3:54